# Roy (Washington)
Roy è una città degli Stati Uniti d'America, situata nello Stato di Washington, nella Contea di Pierce.